# Fegyver- és Gépgyár

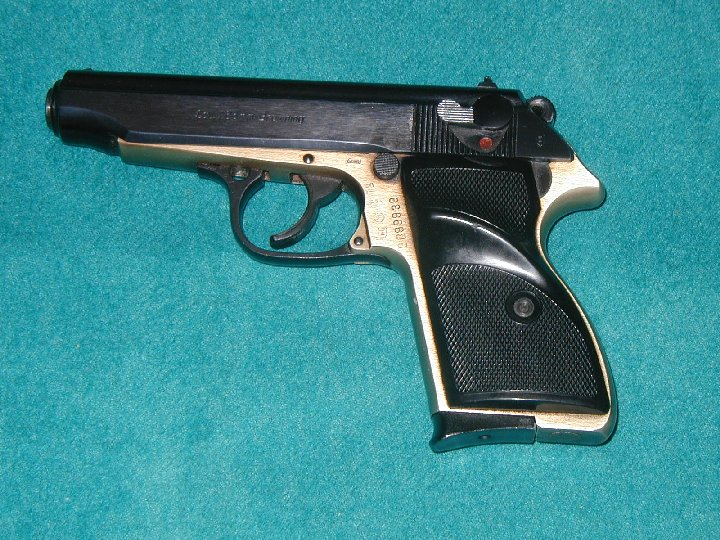
FEG PA-63.

FÉG (Fegyver- és Gépgyár, "Fábrica de Armas e Máquinas") refere-se à empresa húngara Fegyver- és Gépgyártó Részvénytársaság ("Empresa de Fabricação de Armas e Máquinas"), que foi fundada em 24 de fevereiro de 1891 em Csepel (agora parte de Budapeste). A empresa ficou sob a posse de MPF Industry Group em 2010, desda aquisição, a FÉG é um das maiores exportadores de produtos HVAC para os mercados internacionais da indústria de dispositivos de aquecimento do leste e centro-europeu.

## 2004-presente
Após 2004, muitos dos seus mercados tradicionais de exportação foram colocados sob embargo e isso levou a empresa a parar sua atividade ligada ao setor de defesa. No final de 2010, a FÉG quase quebrou quando HUF 1,7 bilhão de fundos desapareceu da empresa. MPF Industry Group fez um investimento importante para resgatar a empresa e reiniciou a produção.  Desde a reorganização MPF Industry Group, a FÉG é um dos maiores fabricantes de HVAC da Europa Central e Oriental.